# もみじ銀行
株式会社もみじ銀行（もみじぎんこう）は、広島県を主たる営業エリアとし、広島市中区に本店を置く第二地方銀行。
山口県下関市に本社を置く山口フィナンシャルグループの子会社である。

## 概要
かつて存在した金融持株会社「もみじホールディングス」傘下の第二地方銀行である広島総合銀行（旧・広島相互銀行）とせとうち銀行（旧・呉相互銀行）の合併により設立された銀行である。
第二地方銀行としては屈指の規模を誇っていたが、バブル崩壊時に旧広島総合銀行が受けた公的資金が経営上の重荷となり、近隣の金融機関との経営統合を模索。2005年（平成17年）に山口県を営業基盤とする地方銀行である山口銀行ともみじホールディングスの間で経営統合を前提にした資本提携を行い、共同持株会社「山口フィナンシャルグループ」 （YMFG）を2006年（平成18年）10月1日に設立した。持株会社の本店は山口県下関市竹崎町の山口銀行内におかれ、持株会社の名称から「もみじ」の名称はなくなり、実質的には山口銀行傘下で経営の建て直しを行う。広島総合銀が導入していた公的資金は、2005年12月に山口銀ともみじホールディングスが取得・消却することにより完済した。
2002年（平成14年）より発売した「宝くじ付き定期預金」（大口の定期預金を新規開設した際、金利とは別に最大3年間にわたりジャンボ宝くじを贈呈するもの）では、毎年のように高額当選者を生み出しており、他行から類似商品を発売させるほどの話題となっている。
広島総合銀行時代から地元のプロ野球チーム・広島東洋カープを応援する定期預金口座の提供や、チームカラー・ロゴ・キャラクターがデザインされた通帳・キャッシュカードを発行していることでも知られる。2017年に導入された移動店舗車にも、“カープV号”と愛称が名付けられた。
勘定系システムは、広島総合銀から引き継いだ独自システムをNTTデータへアウトソースして運用していたが、2012年（平成24年）1月から山口銀などが採用する三菱東京UFJ銀行が地銀向けに提供し日本IBMに開発・保守・運用が委託される「地銀共同化システム・Chance」に移行した。
山口県にも支店を設けているが、YMFG設立後の2007年（平成19年）に5支店3出張所を廃止した（他の広島県外の店舗は岡山県2、福岡県と東京都各1のみ）。廃止店舗ではATMコーナーも閉鎖されたが、一部では同建物を取得または近接地に進出する形で山口銀行が新たに店舗を設け（承継店舗ではない）、山口銀行内にもみじ銀行のATMコーナー（もみじ銀行の通帳記入が可能）を設けている。

## 沿革

### 旧・広島総合銀行
- 1923年（大正12年）11月 - 廣島無盡(尽)株式會社設立。
- 1941年（昭和16年）4月22日 - 廣島無盡株式會社、藝(芸)備無盡株式會社、双益無盡株式會社及び山陽無盡株式會社が戦時統合し、廣島無盡株式會社として新発足。
- 1951年（昭和26年）10月 - 廣島無盡株式會社が株式会社広島相互銀行に商号変更。
- 1970年（昭和45年）10月 - 広島相互銀行が広島県環衛信用組合を合併。
- 1989年（平成元年）2月 - 広島相互銀行が普通銀行に転換し、株式会社広島総合銀行に商号変更。

### 旧・せとうち銀行

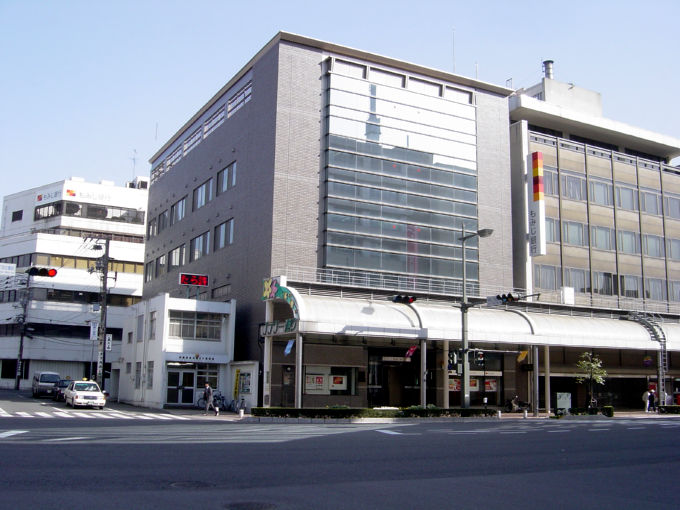
呉営業部（旧せとうち銀行本店）

- 1941年（昭和16年）11月 - 呉無尽株式会社及び呉洋無尽株式会社が合併し、呉無尽株式会社を新たに設立。
- 1951年（昭和26年）10月 - 呉無尽株式会社が株式会社呉相互銀行に商号変更。
- 1989年（平成元年）2月 - 呉相互銀行が普通銀行に転換し、株式会社せとうち銀行に商号変更。

### 経営統合後
- 2001年（平成13年）9月28日 - 株式会社広島総合銀行及び株式会社せとうち銀行が株式移転により株式会社もみじホールディングスを設立し、二行はその完全子会社となる。
- 2004年（平成16年）5月1日 - 株式会社広島総合銀行を存続銀行として株式会社せとうち銀行と合併し、株式会社もみじ銀行に商号変更。第二地方銀行同士での共同持株会社設立後の傘下銀行合併はこれが初めてである。
- 2006年（平成18年）10月1日 - 山口フィナンシャルグループ（YMFG）設立。もみじ銀行が実質的にYMFG傘下となる。
- 2007年（平成19年）
  - 2月17日 - 大阪支店を廃止。
  - 4月1日 - もみじホールディングスともみじ銀行が合併（存続会社はもみじ銀行）。もみじホールディングスは解散。
- 2012年（平成24年）3月12日 - 広島電鉄、三井不動産、CMTBファシリティーズ、もみじ銀行が開発した複合ビルである「広島トランヴェールビルディング」内に広島支店（旧・せとうち銀行広島支店）の名称を変更し、紙屋町支店を開設[5][6]。

## 支店・出張所
2020年（令和2年）3月2日現在、97の本支店と14の出張所を有する。旧広島総合銀行と旧せとうち銀行の合併時に旧せとうち銀行の店舗は800番台の店番号が付与されてそのまま残存していたが、旧両行のエリアが重複する地域を中心に店舗網のスクラップアンドビルドを継続的に行っている。以下は2013年（平成25年）以降の店舗統廃合状況。
- 2013年（平成25年）
  - 1月12日 - 呉海岸通支店を廃止（呉中央支店に統合）、吉浦出張所を吉浦支店に昇格[8]。
  - 4月20日 - 福山東支店手城出張所を廃止（福山東支店に統合）[9]。
  - 8月19日 - 堺町支店平和通出張所を開設（旧山口銀行平和通支店の実質的な移管）[10][11]。
- 2014年（平成26年）
  - 1月20日 - 因島支店因島田熊出張所を移転のうえで因島田熊支店に昇格[12]。
  - 5月10日 - 宇部支店を廃止（防府支店に統合）[13]。
  - 6月23日 - 三原支店三原中央出張所を移転のうえで三原西支店に昇格[14]。
  - 10月31日 - ソリューション営業部コンシェルジュサロン出張所（ローン等相談専門窓口）を廃止[15]。
- 2015年（平成27年）4月20日 - 福山南支店川口出張所を移転のうえで、川口支店に昇格[16]。